# 翁妙子
翁妙子（日语：／ Okina Taeko，1947年9月16日—），日本女編劇。出身於宮城縣仙台市。日本放送作家協會會員。

## 人物
翁妙子曾負責電視動畫版《蠟筆小新》和《麵包超人》首播時的劇本，並擔任主要編劇，但現在她已經辭去了這兩個項目的工作，不再站在第一線。
在《麵包超人》從1988年（第1話）負責到1996年（第382話B部分），並為早期電影版本和電視特別篇撰寫劇本。
《麵包超人》的原作者柳瀨嵩表示，他喜歡原作裡的客串角色炸蝦飯人，並選擇它作為麵包超人在第1話遇到的第一個朋友，正是透過她的技術，使其成為半常駐角色。另外，主線故事中炸蝦飯人的設定也受到了翁妙子和配音員本千夏所創造的炸蝦飯人很大的影響。
在《蠟筆小新》從1992年開播（第1話A部分）到2014年（第840話B部分），她負責電視動畫版的劇本長達22年。2011年發行的《蠟筆小新紀念盒》的解說裡，收錄了從首播B部分開始就參與劇本創作的中弘子的訪談。
據《蠟筆小新》首任導演本鄉滿透露，翁妙子負責為本身編導的《拜託了！薩米亞丼》撰寫的劇本很有趣，所以邀請她為《蠟筆小新》撰寫劇本。

## 參加作品

### 電視動畫
- 拜託了！薩米亞丼（日语：おねがい!サミアどん）（1985年—1986年，編劇）
- 麵包超人（1988年—1996年，編劇）
- 西頓動物記（1989年—1990年，編劇）
- 我與我 兩個綠蒂（1991年，編劇）
- 淘氣的雙胞胎 克萊爾學院物語（日语：おちゃめなふたご クレア学院物語）（1991年，編劇）
- 法蘭德斯之犬 我的帕特拉許（日语：フランダースの犬 ぼくのパトラッシュ）（1992年，編劇）
- 蠟筆小新（1992年—2014年，編劇）
- 忍企鵝真丸（日语：忍ペンまん丸）（1997年，編劇）
- 淘氣二人組（日语：スージーちゃんとマービー）（1999年，編劇）
- 科學小飛喵（2000年—2001年，編劇）
- 我們這一家（2002年，編劇）
- D·N·ANGEL（2003年，編劇）
- 捉猴啦 ～On Air～（2006年—2007年，編劇）
- 閃亮雙胞胎（2009年，編劇）

### 電影動畫
- 麵包超人系列
  - 麵包超人：亮晶晶星的眼淚（日语：それいけ!アンパンマン キラキラ星の涙）（1989年，編劇）
  - 飯糰人（日语：それいけ!アンパンマン ばいきんまんの逆襲#おむすびまん）（1990年，編劇）[注 1]
  - 紅精靈的心跳月曆（日语：それいけ!アンパンマン とべ! とべ! ちびごん#それいけ!アンパンマン ドキンちゃんのドキドキカレンダー）（1991年，編劇）[注 2]
  - 麵包超人與愉快的夥伴們（日语：それいけ!アンパンマン つみき城のひみつ#それいけ!アンパンマン アンパンマンとゆかいな仲間たち）（1992年，編劇）[注 3]
  - 麵包超人：莉莉卡與魔幻魔法學校（日语：それいけ!アンパンマン リリカル☆マジカルまほうの学校）（1994年，編劇）
  - 麵包超人：打倒幽靈船!!（日语：それいけ!アンパンマン ゆうれい船をやっつけろ!!）（1995年，編劇）
- 劇場版 拜託了！薩米亞丼（日语：おねがい!サミアどん#劇場版）（1989年，編劇）
- 地球搖動的日子（日语：地球が動いた日）（1997年，編劇）[注 4]

### OVA
- 白鳥麗子是也！（日语：白鳥麗子でございます!）（1990年，編劇）
- 頑皮大師（1990年，編劇）

### 遊戲
- 魯邦三世：海洋消失的寶藏（日语：ルパン三世 海に消えた秘宝）（2003年，編劇）

## 腳註

## 相關項目
- 日本動畫師列表（日语：アニメ関係者一覧）
- 日本編劇列表（日语：脚本家一覧）

## 外部連結
- 翁妙子 （日語）—allcinema（日语：allcinema）